# William G. Dillon
| (21576) McGivney | 19. September 1998 |     |
| (23712) Willpatrick | 1. Januar 1998     | [1] |
| (35352) Texas | 7. August 1997     | [2] |
| (38269) Gueymard | 10. September 1999 | [3] |
| (51415) Tovinder | 15. März 2001      | [4] |
| (54820) Svenders | 11. Juli 2001      | [4] |
| (55276) Kenlarner | 16. September 2001 | [4] |
| (88297) Huikilolani | 11. Juli 2001      | [4] |
| (111661) Mamiegeorge | 16. Januar 2002    | [4] |
| (111818) Deforest | 17. Februar 2002   | [4] |
| (115561) Frankherbert | 20. Oktober 2003   | [5] |
| (127005) Pratchett | 1. April 2002      | [4] |
| - [1] mit Elizabeth R. Dillon - [2] mit Randy Pepper - [3] mit Keith Rivich - [4] mit Joseph A. Dellinger - [5] mit Don Wells |                    |     |

William G. Dillon (* 1957) ist ein US-amerikanischer Amateurastronom und Asteroidenentdecker. Er ist der Gründer des Fort Bend Astronomy Club in Stafford im US-Bundesstaat Texas.
Im Rahmen seiner Beobachtungen entdeckte er zwischen 1996 und 2009 insgesamt 39 Asteroiden, 34 davon zusammen mit anderen Astronomen.
Der Asteroid (78393) Dillon wurde am 4. Mai 2004 nach ihm benannt.